# Velpke
Velpke es un municipio situado en el distrito de Helmstedt, en el estado federado de Baja Sajonia (Alemania), a una altitud de 77 metros. Su población a finales de 2016 era de unos 4700 habitantes y su densidad poblacional, 240 hab/km².

## Geografía
Velpke se encuentra entre los parques naturales de Elm-Lappwald y Drömling y a unos 10 kilómetros al este de Wolfsburgo. También hay una distancia muy corta al límite con Sajonia-Anhalt.
El municipio de Velpke se divide en tres barrios: Velpke, Meinkot y Wahrstedt. 

## Historia
En 1160, el pueblo de Velpke fue mencionado por primera vez cómo Vilebeke. En los siglos XVIII y XIX, la ruta postal entre Brunswick y Calvörde pasaba por Velpke. 
El 1 de julio de 1972, los municipios de Meinkot y Wahrstedt fueron agregados al municipio de Velpke.
En 1979, el nuevo edificio del ayuntamiento fue inaugurado.

## Economía e infraestructura
En el terreno municipal hay varias antiguas pedreras. De momento están fuera de servicio y además inundados. El paisaje "Velpker Schweiz" (Suiza de Velpke) fue formado por el uso inmenso de las pedreras.

### Tráfico
La carretera federal 244 atraviesa el municipio. 
Entre 1902 y 1975, en Velpke había una estación conectada a la línea ferroviaria entre Schandelah y Oebisfelde. 